# Kaarlo Kangasniemi

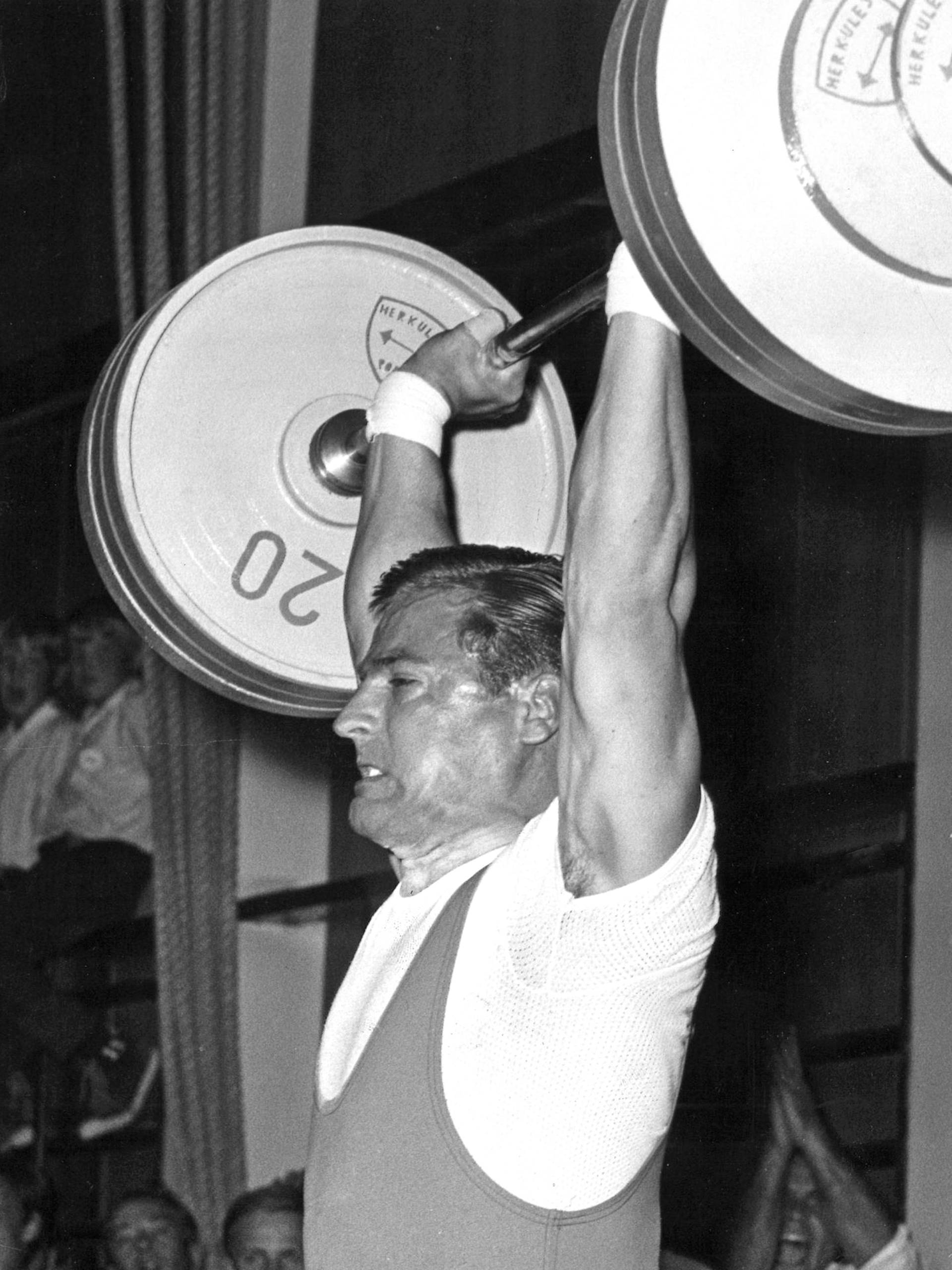
Kaarlo Kangasniemi (1968)

Kaarlo Olavi Kangasniemi (* 4. Februar 1941 in Kullaa, Leineperi, Ulvila) ist ein ehemaliger finnischer Gewichtheber.

## Werdegang
Kaarlo Kangasniemi kam mit 16 Jahren in Pori zum Gewichtheben. Er stammte aus einer kinderreichen Familie. Von acht Brüdern wurden sieben Gewichtheber. Kaarlo war von diesen der erfolgreichste, lediglich sein um fünf Jahre jüngerer Bruder Kauko hatte ebenfalls einige internationale Erfolge. Kaarlos größter Erfolg war der Olympiasieg 1968 in Mexiko-Stadt im Mittelschwergewicht. Kaarlo war Angehöriger des Sportclubs Pori und an einer Schule als Hausmeister angestellt.
Nach Beendigung seiner Laufbahn wurde ihm zu Ehren in Kullaa ein kleines Museum eingerichtet, außerdem wurde er vom Internationalen Gewichtheberverband (IWF) in die "Hall of Fame" aufgenommen.

## Internationale Erfolge/Mehrkampf
(OS = Olympische Spiele, WM = Weltmeisterschaft, EM = Europameisterschaft, Ls = Leichtschwergewicht, Ms = Mittelschwergewicht, Wettkämpfe bis 1972 im olympischen Dreikampf, bestehend aus Drücken, Reißen und Stoßen, ab 1973 im Zweikampf, bestehend aus Reißen und Stoßen)
- 1964, 4. Platz, EM in Moskau, Ls, mit 430 kg, hinter Géza Tóth, Ungarn, 455 kg, Viktor Schichow, UdSSR, 445 kg und Marcel Paterni, Frankreich, 440 kg;
- 1964, 7. Platz, OS in Tokio, Ls, mit 450 kg, Sieger: Rudolf Plukfelder, UdSSR, 475 kg, vor Tóth, 467,5 kg und Győző Veres, Ungarn, 467,5 kg;
- 1965, 1. Platz, Skandinavische Meisterschaft, Ls, mit 432,5 kg, vor Nielsen, Dänemark, 380 kg und Larsen, Norwegen, 360 kg;
- 1965, unplatziert, EM in Sofia, Ls, mit 3 Fehlversuchen im Reißen;
- 1966, 6. Platz, WM + EM in Berlin, Ls, mit 440 kg, hinter Wladimir Beljajew, UdSSR, 485 kg, Veres, 485 kg, Hans Zdražila, CSSR, 465 kg, Karl Arnold, DDR, 460 kg und Norbert Ozimek, Polen, 455 kg;
- 1968, 3. Platz, EM in Leningrad, Ms, mit 490 kg, hinter Jaan Talts, UdSSR, 507,5 kg und Bo Johansson, Schweden, 495 kg;
- 1968, Goldmedaille, OS in Mexiko-Stadt, Ms, mit 517,5 kg, vor Talts, 507,5 kg, Marek Gołąb, Polen, 495 kg und Johansson, 492,5 kg;
- 1969, 2. Platz, Baltic Cup in Zinnowitz, Ms, mit 500 kg, hinter Arnold, 500 kg und vor Tóth, 495 kg;
- 1969, 1. Platz, WM + EM in Sofia, Ms, mit 515 kg, vor Johansson, 500 kg und Tóth, 495 kg;
- 1970, 1. Platz, Großer Preis der UdSSR in Minsk, Ms, mit 520 kg, vor Wassili Kolotow, UdSSR, 510 kg und Pachomow, UdSSR, 507,5 kg;
- 1970, 1. Platz, EM in Szombathely, Ms, mit 530 kg, vor Kolotow, 527,5 kg und Johansson, 525 kg;
- 1971, 2. Platz, WM in Lima, Ls, mit 490 kg, hinter Boris Pawlow, UdSSR, 495 kg und vor György Horváth, Ungarn, 485 kg;
- 1972, 3. Platz, EM in Konstanza, Ls, mit 495 kg, hinter Pawlow, 512,5 kg und Leif Jensen, Norwegen, 505 kg;
- 1972, 6. Platz, OS in München, Ls, mit 480 kg, hinter Jensen, 507,5 kg, Ozimek, 497,5 kg, Horváth, 495 kg, Bernhard Radtke, DDR, 492,5 kg und Jakovou, Griechenland, 490 kg;
- 1973, 2. Platz, Großer Preis der UdSSR in Taschkent, Ls, mit 347,5 kg, hinter David Rigert, UdSSR, 377,5 kg und vor Radtke, 340 kg;
- 1973, unplatziert, EM in Madrid, Ms, nach 3 Fehlversuchen im Reißen

## Medaillen Einzeldisziplinen
(wurden seit 1969 vergeben)
Kaarlo Kangasniemi gewann in den Einzeldisziplinen Drücken, Reißen und Stoßen eine WM-Gold- und eine WM-Silbermedaille, sowie drei EM-Gold, zwei EM-Silber- und zwei EM-Bronzemedaillen. Außerdem zählt der Olympiasieg 1968 im Mehrkampf auch als WM-Titel.

## Weltrekorde
(alle im Mittelschwergewicht, bis 90 kg Körpergewicht, aufgestellt)
im Drücken:
- 175,5 kg, 1968 in Pori,
- 176,5 kg, 1969 in Riihimäki,
- 177,5 kg, 1969 in Pori,
- 180 kg, 1969 in Lahti

im Reißen:
- 155,5 kg, 1968 in Erijärvi,
- 157,5 kg, 1968 in Helsinki,
- 158 kg, 1968 in Mexiko-Stadt,
- 158,5 kg, 1969 in Helsinki,
- 160,5 kg, 1969 in Pori,
- 161 kg, 1969 in Kiruna

im olympischen Dreikampf:
- 505 kg, 1968 in Pori,
- 515 kg, 1968 in Kouvola,
- 517,5 kg, 1968 in Helsinki,
- 522,5 kg, 1968 in Helsinki,
- 527,5 kg, in Pori,
- 530 kg, 1970 in Szombathely